# Vandré
Vandré is een plaats en voormalige gemeente in het Franse departement Charente-Maritime in de regio Nouvelle-Aquitaine en telt 725 inwoners (1999). De plaats maakt deel uit van het arrondissement Rochefort. 

## Geschiedenis
Op 1 januari 2018 fuseerde de gemeente met Chervettes en Saint-Laurent-de-la-Barrière tot de commune nouvelle La Devise.

## Geografie
De oppervlakte van Vandré bedraagt 14,6 km², de bevolkingsdichtheid is 49,7 inwoners per km².
De onderstaande kaart toont de ligging van Vandré met de belangrijkste infrastructuur en aangrenzende gemeenten.

## Demografie
Onderstaande figuur toont het verloop van het inwonertal.